# Villalboñe
Villalboñe es una localidad española, perteneciente al municipio de Valdefresno, en la provincia de León y la comarca de La Sobarriba, en la Comunidad Autónoma de Castilla y León.
Situado al margen derecho del Arroyo de la Solanilla, afluente del Río Porma.
Los terrenos de Villalboñe limitan con los de Villafeliz de la Sobarriba al norte, Represa del Condado al noreste, Solanilla al sureste, Navafría al sur, Villacil al suroeste y Carbajosa al oeste.
Perteneció a la antigua Hermandad de La Sobarriba.